# Трипалладийгепталантан
Трипалладийгепталантан — бинарное неорганическое соединение
палладия и лантана
с формулой La7Pd3,
кристаллы.

## Получение
- Сплавление стехиометрических количеств чистых веществ:

{\displaystyle {\mathsf {3Pd+7La\ {\xrightarrow {T}}\ La_{7}Pd_{3}}}}

## Физические свойства
Трипалладийгепталантан образует кристаллы
гексагональной сингонии,
пространственная группа P 63mc,
параметры ячейки a = 1,0387 нм, c = 0,6552 нм, Z = 2,
структура типа трижелезогептатория Th7Fe3
.
При температуре 7 К переходит в сверхпроводящее состояние.